# سايمور جوزيف قاي
سايمور جوزيف قاي (بالإنجليزية: Seymour Joseph Guy)‏ هو رسام أمريكي، ولد في 16 يناير 1824، وتوفي في 10 ديسمبر 1910 في نيويورك في الولايات المتحدة.

## معرض صور

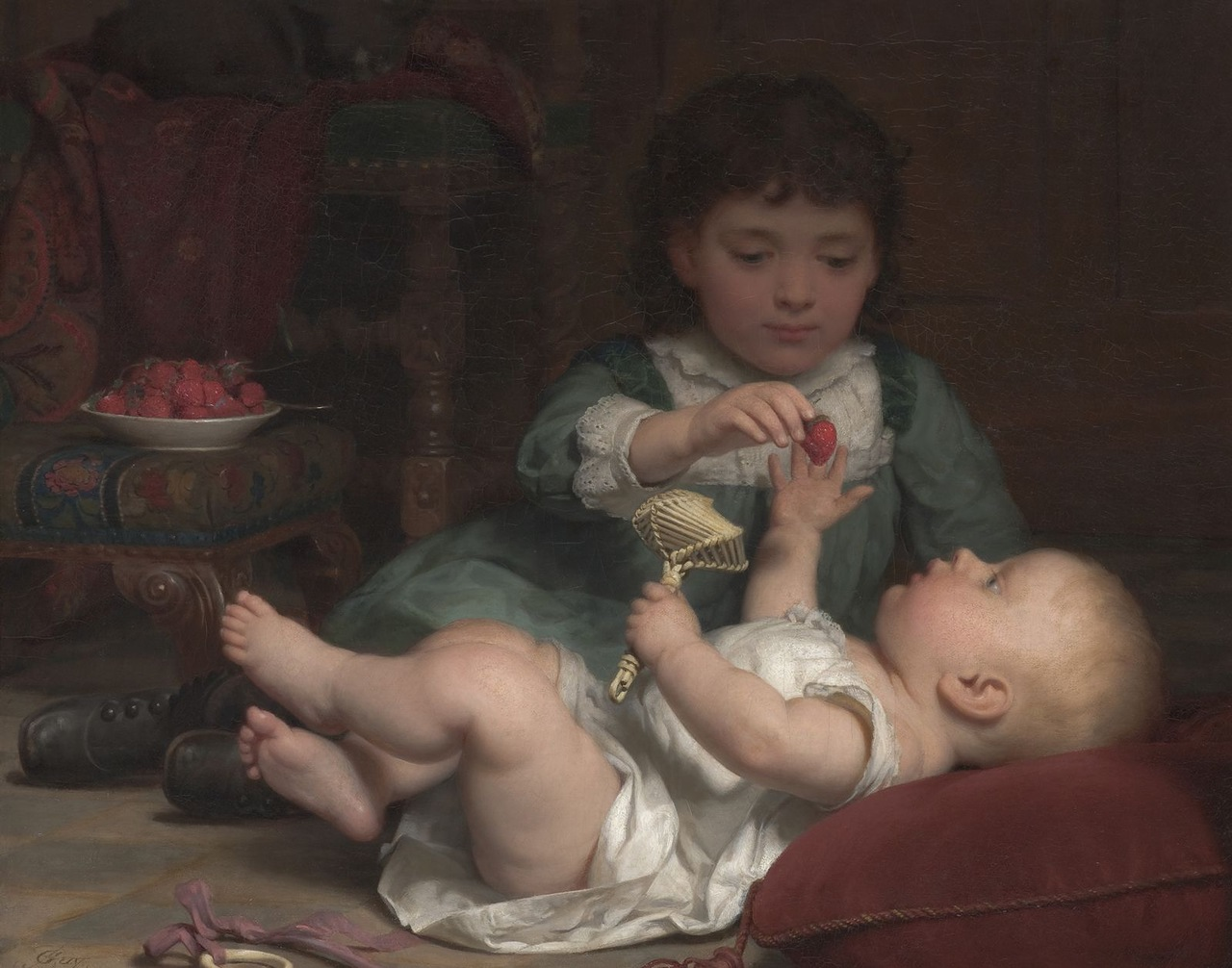
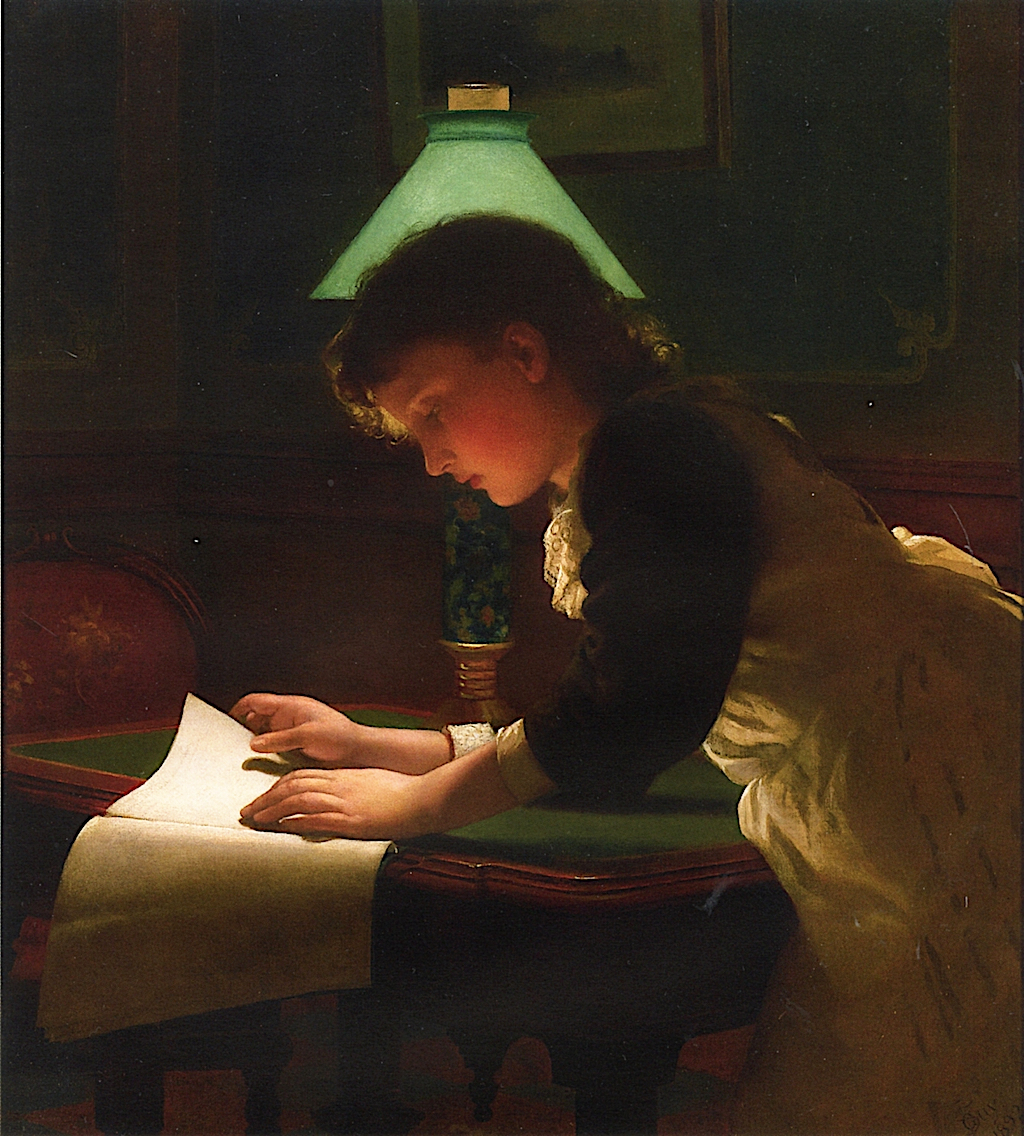
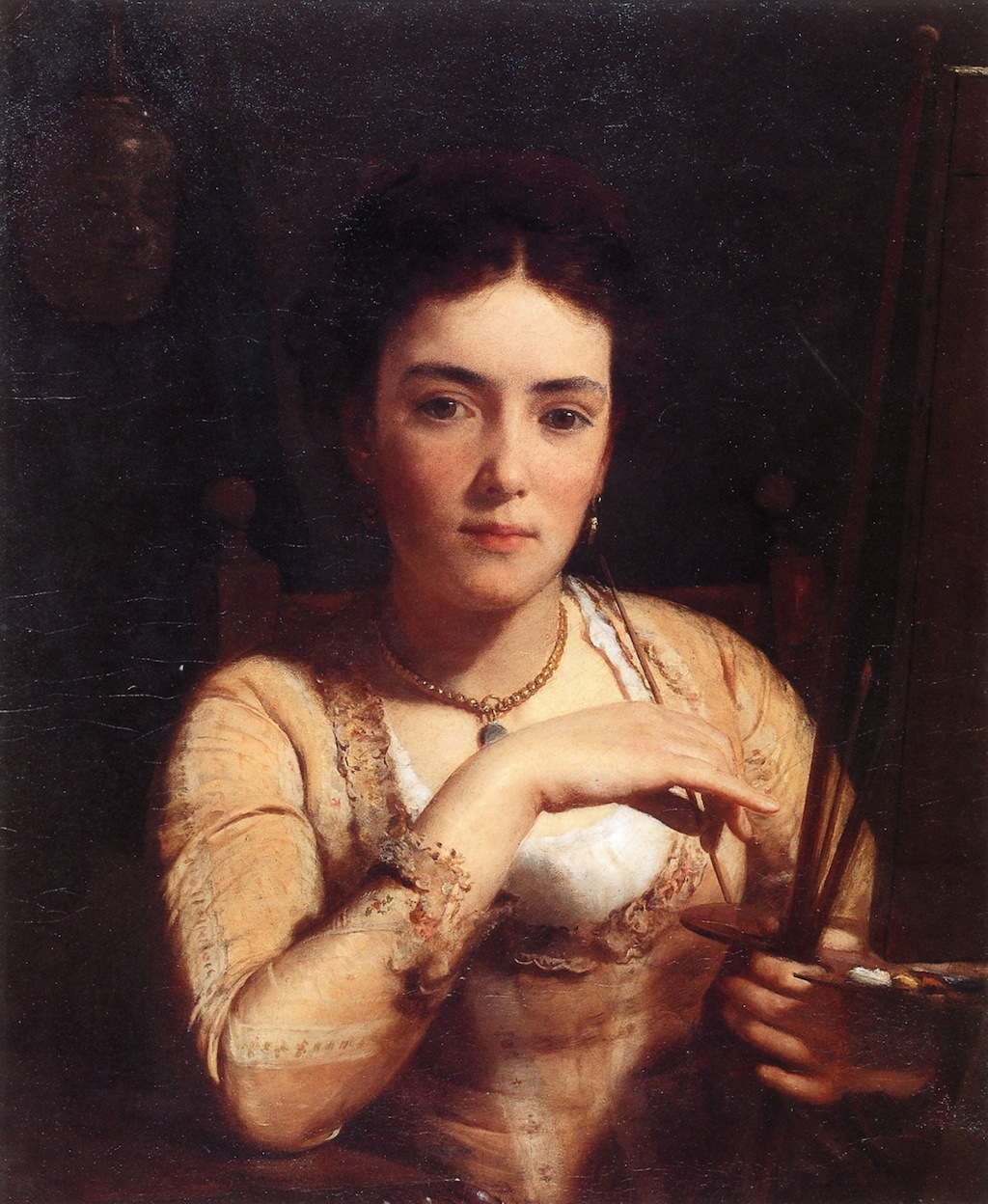
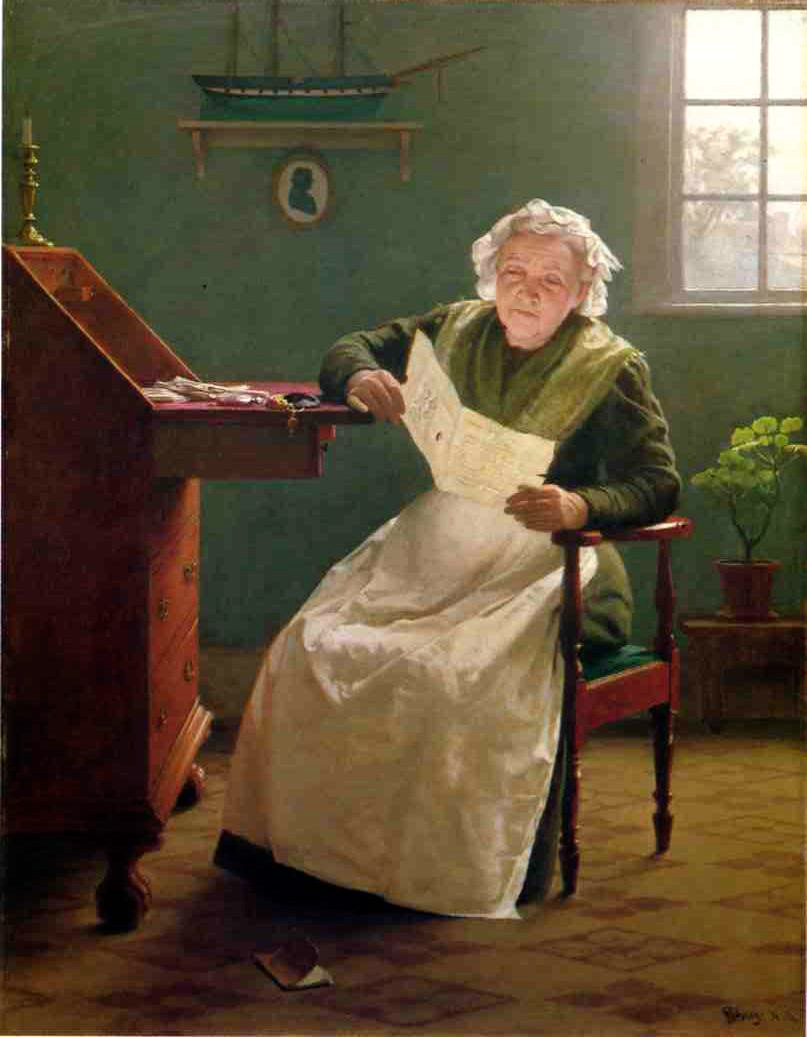
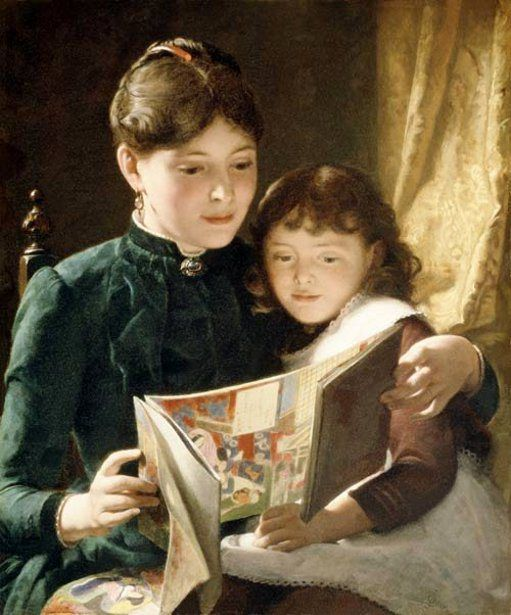